# In the Dark
"In the Dark" é uma canção da cantora estadunidense Dev. Foi escrita pela própria cantora junto com a dupla The Cataracs, que também ajudaram na produção de seu primeiro álbum de estúdio, The Night the Sun Came Up. A canção foi lançada como o segundo single do álbum em 25 de abril de 2011, pela gravadora Universal Republic. Dev também colaborou com o rapper americano Flo Rida, em um remix da canção. É uma canção com o ritmo dance-pop que contém um gancho de saxofone e influências dos gêneros de eurodance e música latina.
A canção recebeu revisões positivas dos críticos musicais, que destacaram sua produção musical. No entanto, os críticos ficaram divididos na parte lírica da faixa. Comercialmente, foi bem-sucedida nos Estados Unidos, chegando à 11ª posição na Billboard Hot 100; atingiu o topo das paradas musicais na Eslováquia; e ficou entre as quarenta primeiras posições no Canadá, Dinamarca, Irlanda, Escócia e Reino Unido. O videoclipe da canção mostra mãos que tocam Dev enquanto ela está nua. De acordo com ela, a inspiração do videoclipe foi refletir os aspectos "sensuais" e "escuros" da canção, que, por sua vez, foi composta como "uma música sensual" que mostrasse a sua maturidade como mulher.

## Antecedentes
"In the Dark" foi escrita por Dev e pela dupla norte-americana The Cataracs, que também produziram outras canções do álbum The Night the Sun Came Up. Dev descreveu a canção como "muito saborosa" e "quente". Em entrevista ao blog musical, Idolator, ela falou da profundidade na concepção da música, afirmando:
| “ | A ideia por trás de "In the Dark" foi porque eu quis fazer uma música sexy. Eu sou uma mulher adulta agora. Tenho trabalhado com o The Cataracs nos últimos três anos e eu os conheci quando ainda era jovem e de uma cidade pequena. Então eu disse, caramba, eu vou fazer uma música sexy! Então foi isso que eu fiz. | ” |

A canção foi lançada em 25 de abril de 2011 através de download digital, como segundo single de seu álbum de estreia, The Night the Sun Came Up. Mais tarde, foi enviada para as rádios dos Estados Unidos em 24 de maio de 2011. No Reino Unido, "In the Dark" foi lançado em um extended-play (EP) com mais três faixas de remixes, além do videoclipe. O rapper Flo Rida participa em um dos remixes oficiais do single.

## Composição
"In the Dark" é uma canção de dance-pop que possui batidas e sintetizadores do eurodance, juntamente com influências do pop latino. A canção tem um ritmo house e um riff de saxofone que serve como a parte instrumental da canção. Os críticos compararam os riffs de saxofone com os riffs da canção "Mr. Saxobeat", da cantora romena Alexandra Stan. "In the Dark" começa com a parte em que Dev canta: "Da minha cintura até o meu cabelo/Penso nisso quando você me toca lá/Fecho meus olhos, aí está você/Dançando no escuro." De acordo com Nadine Cheung da AOL Rádio, parte da canção toma emprestado a melodia da canção "I Like to Move It" da dupla norte-americana Reel 2 Real. A canção tem como tema impulsos sexuais, principalmente nos trechos em que Dev canta: "Eu tenho um desejo sexual de ir logo para o começo". De acordo com partituras publicadas no site Musicnotes.com, "In the Dark" está escrito em um compasso de tempo comum e em conjunto moderadamente rápido. Está escrito na chave de mi bemol maior e tem uma sequência de dó–mi bemol maior6–la bemol maior5–sol5 na sua progressão de acordes.

## Recepção da crítica
| Críticas profissionais | Críticas profissionais |
| Avaliações da crítica  | Avaliações da crítica  |
| Fonte                  | Avaliação              |
| ---------------------- | ---------------------- |
| Digital Spy            | 4 de 5 estrelas.       |
| LA Weekly              | (desfavorável)         |
| The Star-Ledge         | (favorável)            |
| About.com              | 4 de 5 estrelas.       |
| Rolling Stone          | 3 de 5 estrelas.       |
| Slant Magazine         | (favorável)            |
| Dallas Observer        | (desfavorável)         |

"In the Dark" recebeu críticas positivas. Lewis Corner do site britânico Digital Spy classificou a canção com quatro estrelas de cinco, elogiando principalmente o saxofone na parte instrumental. Corner comentou: "(Dev) ronrona seus tons sexuais e abafados, acompanhada por um picante saxofone". Bill Lamb do site about.com também classificou "In the Dark" com quatro estrelas de cinco e elogiou o vocal de Dev, assim como as letras sexys da canção e dos riffs de saxofone. Mas também disse: "'In the Dark' parece mais uma canção pop-dance do momento. Assim como o sucesso 'Like a G6', do Far East Movement, é perfeitamente possível que em poucos meses, 'In the Dark' possa soar um pouco fora de linha. Mas ela (Dev) não parece capturar algo atemporal". Já Garyn Ganz da revista Rolling Stone classificou a canção com três estrelas de cinco e brevemente comentou: "Dev fala sobre seu desejo sexual ao longo de uma música latina dos anos noventa e bate como uma versão da Ke$ha - só que sedutora, não vulgar".
Em sua resenha do álbum de Dev, The Night the Sun Came Up, o crítico Sal Cinquemani da revista Slant Magazine disse que "In the Dark" "é a melhor faixa do álbum", ressaltou o trecho "ooh la la" cantado por Dev, e disse que o saxofone da canção é "muito elegante". Tris McCall do site The Star-Ledge, colocou "In the Dark" na coluna do site "Canção da semana" e comparou o saxofone da canção à "Mr. Saxobeat" da cantora romena, Alexandra Stan. Também disse que a diferença entre as duas canções é que a de Stan é como uma espécie de "Euroschlock total" e já "In the Dark" preserva o desapego da canção de Dev, "Booty Bounce" lançado em 2010. Já Shahryar Rizvi do Dallas Observer deu uma crítica negativa principalmente ao saxofone dizendo: "serve bem para mostrar o quão medíocre esta canção é". Shea Serrano do site LA Weekly considerou a canção como "previsível" e rejeitou as metáforas líricas da canção, chamando-as de "confusas".

## Videoclipe

Captura do videoclipe de "In the Dark". Nele, Dev aparece nua com mãos pintadas de preto lhe cobrindo.

O videoclipe de "In the Dark" foi dirigido por Ethan Lader. Dev convidou Lader para fazer o vídeo, pois eles já haviam trabalhado juntos no videoclipe de "Bass Down Low", seu single de estreia. Lader já havia entrado em contato com ela, dando ideias para o vídeo, mas a cantora respondeu como ela queria o vídeo: "Eu queria algo sexy e escuro, como a música, de uma forma interessante". O vídeo foi filmado em Los Angeles, no final de abril de 2011, pouco antes de Dev entrar na OMG Tour, abrindo os shows do cantor Usher. A cantora tomou várias decisões de como queria o videoclipe de "In the Dark", mas do que o seu vídeo anterior, "Bass Down Low". Em entrevista ao site Idolator, a intérprete disse que elaborou todo o conceito do vídeo, afirmando que ela queria uma sensação de escuridão semelhante ao filme Alice no País das Maravilhas, de Tim Burton.
No vídeo, Dev é vista em um clube com uma dança intensa. O foco principal são mãos e braços pintados de preto, que aparecem em volta da cantora enquanto ela está nua, com as mãos tocando o seu corpo. Algumas das mãos do vídeo foram acrescentadas digitalmente, mas a maioria delas eram reais, incluindo as que tocam a intérprete nua. Ela explicou: "O pessoal foi incrível, eles me deixaram pintar as mãos e os corpos, e fizemos isso por horas e horas." O vídeo também inclui imagens de uma píton-real albina e uma tarântula. Cory Lamz do site Westword, escreveu uma resenha positiva do vídeo: "Assistir "In the Dark" é como dançar em uma luz estroboscópica em êxtase, em um mar de mãos, literalmente. Dev consegue provocá-lo e seduzi-lo. Ela faz você querer tocá-la, como em qualquer outro vídeo". Já Becky Bain do site Idolator disse que o vídeo é "um pouco inquietante". Bill Lamb do about.com escreveu que depois de você ver o vídeo "provavelmente fará com que você nunca mais olhe para mãos da mesma maneira".

## Lista de faixas
"In the Dark" foi lançado como download digital em 25 de abril de 2011. Em 12 de agosto do mesmo ano, foi lançado um EP digital, que além de conter a versão original da faixa, contava com três remixes, um com o rapper Flo Rida e outros feitos pelos produtores Proper Villains e Havana Brown, além de conter o videoclipe da faixa.
| Download digital |               |         |  |
| N.º              | Título        | Duração |  |
| 1.               | "In the Dark" | 3:48    |  |

| EP digital |                                       |         |  |
| N.º        | Título                                | Duração |  |
| 1.         | "In the Dark" (Radio Edit)            | 3:30    |  |
| 2.         | "In the Dark" (feat. Flo Rida)        | 3:40    |  |
| 3.         | "In the Dark" (Proper Villains Remix) | 4:26    |  |
| 4.         | "In the Dark" (Havana Brown Remix)    | 5:33    |  |
| 5.         | "In the Dark" (Videoclipe)            | 3:46    |  |

| Remix download |                                |         |  |
| N.º            | Título                         | Duração |  |
| 1.             | "In the Dark" (feat. Flo Rida) | 3:39    |  |

| Remix EP |                                             |         |  |
| N.º      | Título                                      | Duração |  |
| 1.       | "In the Dark" (Hype Jones 2012 Remix)       | 4:27    |  |
| 2.       | "In the Dark"                               | 4:33    |  |
| 3.       | "In the Dark" (DJ Havoc & SpekrFreks Remix) | 3:28    |  |
| 4.       | "In the Dark" (Static Revenger Remix)       | 6:26    |  |
| 5.       | "In the Dark" (Johan Wedel Remix)           | 6:30    |  |
| 6.       | "In the Dark" (Benzi & DStar Remix)         | 4:42    |  |
| 7.       | "In the Dark" (DJ Vice Remix)               | 6:30    |  |
| 8.       | "In the Dark" (DJ Kue Remix)                | 6:52    |  |
| 9.       | "In the Dark" (DJ Enferno Remix)            | 6:08    |  |
| 10.      | "In the Dark" (Ranidu Remix)                | 5:38    |  |
| 11.      | "In the Dark" (Alfa Paare Remix)            | 5:17    |  |

## Créditos
Gravação
- Gravado no estúdio The Indie-Pop Sweat Shop.

Pessoal
- Compositores: Devin Tailes, Niles Hollowell-Dhar, David Singer-Vine
- Produtor: Niles Hollowell-Dhar
- Gravação: The Cataracs
- Mixagem: Manny Marroquin
- Masterização: Tom Coyne

Créditos tirados do encarte do álbum The Night the Sun Came Up.

## Desempenho nas tabelas musicais

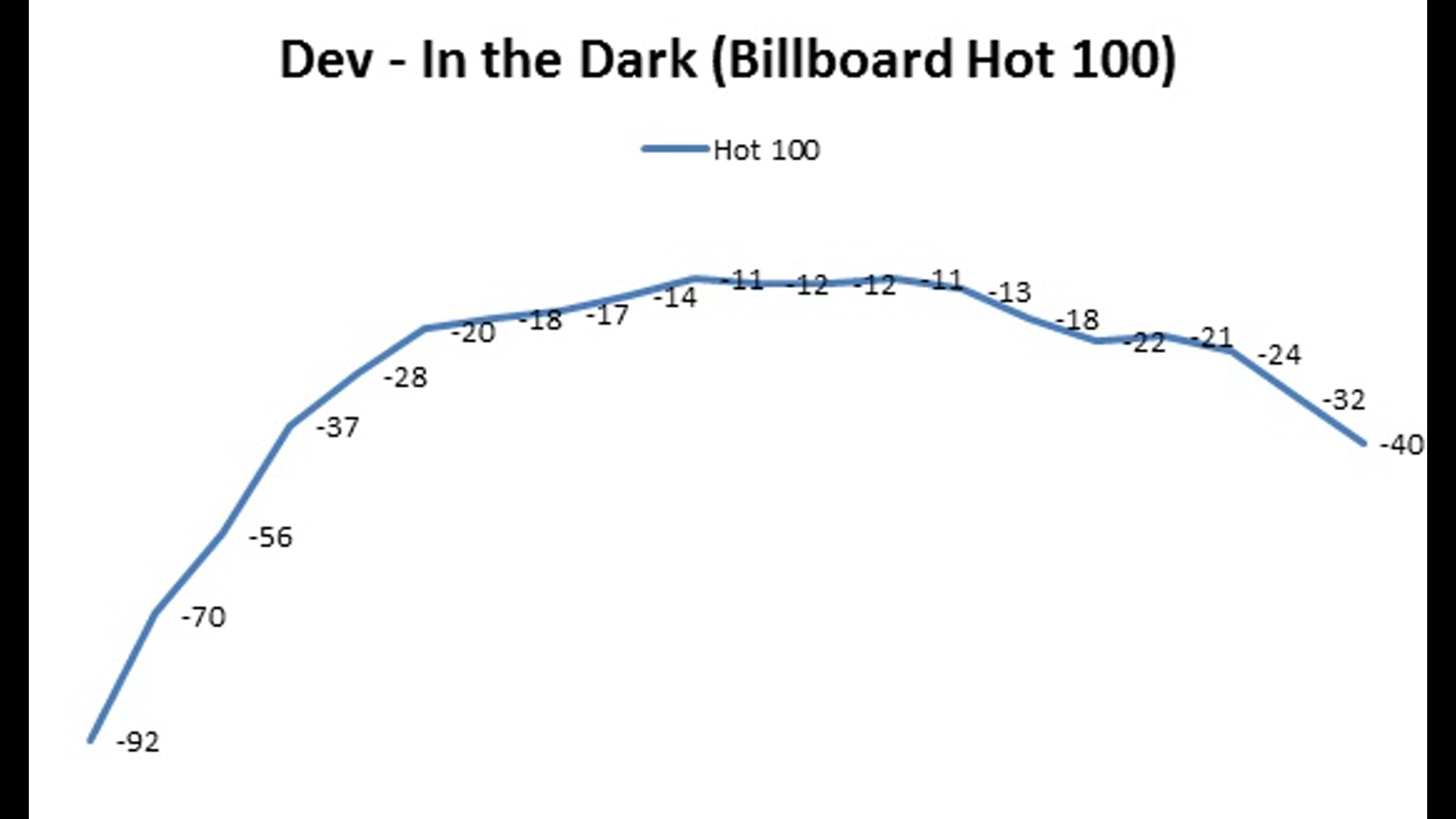
Trajetória de "In the Dark" no gráfico da Billboard Hot 100.

Nos Estados Unidos, "In the Dark" estreou na 92ª posição no Billboard Hot 100 em 20 de agosto de 2011, quase quatro meses após o seu lançamento em abril. Então, a canção começou a subir nas paradas americanas, até que chegou a sua posição mais alta, a 11ª posição, em 22 de outubro de 2011. A música teve um sucesso comercial superior ao single de estreia de Dev, "Bass Down Low", que atingiu a 61ª posição. "In the Dark" atingiu também a primeira posição no Top Heatseekers, que publica as vendas dos artistas novos e na Hot Dance Club Songs que divulga as canções mais tocadas nas discotecas dos EUA. Atingiu a 8ª posição no Pop Songs que publica as canções pop mais tocadas nas rádios e no Radio Songs, que divulga todas as canções mais tocadas nas rádios norte-americanas. Em 18 de novembro de 2011, o single recebeu o certificado ouro pelo RIAA, entidade que certifica as canções mais vendidas nos EUA. "In the Dark" vendeu mais de 500.000 unidades no país.
No Canadá, "In the Dark" estreou na 83ª posição no Canadian Hot 100, em 17 de setembro de 2011 e chegou à 15ª posição, em 22 de outubro de 2011. Na Austrália, a música estreou na 64ª posição, e finalmente chegou a 41ª posição. Na Europa, "In the Dark" estreou na 36ª posição na Dinamarca em 29 de julho de 2011. Na semana seguinte, o single atingiu sua posição mais alta nas paradas dinamarquesas, a 22ª posição. Na Eslováquia, "In the Dark" estreou na 30ª posição e chegou à primeira posição, sete semanas depois. No Reino Unido, a canção estreou na 37ª posição na UK Singles Charts em 27 de agosto de 2011. Nas paradas britânicas, "In the Dark" não conseguiu igualar o single de estreia de Dev, "Bass Down Low" que atingiu a 10ª posição. Na Irlanda, a música atingiu a 33ª posição.

### Paradas musicais
| Parada (2011-12)                            | Melhor posição |
| ------------------------------------------- | -------------- |
| Austrália - ARIA Charts                     | 41             |
| Brasil - Billboard Hot 100                  | 88             |
| Canadá - Canadian Hot 100                   | 13             |
| Dinamarca - Tracklisten                     | 22             |
| Irlanda - Irish Recorded Music Association  | 33             |
| Escócia - Scottish Singles and Albums Chart | 36             |
| Eslováquia - IFPI Slovenská Republika       | 1              |
| Chéquia - IFPI Česká Republika              | 44             |
| Reino Unido - UK Singles Charts             | 37             |
| Estados Unidos - Billboard Hot 100          | 11             |
| Estados Unidos - Hot Dance Club Songs       | 1              |
| Estados Unidos - Latin Pop Songs            | 17             |
| Estados Unidos - Latin Songs                | 31             |
| Estados Unidos - Billboard Pop Songs        | 8              |

| Parada (2011)                         | Melhor posição |
| ------------------------------------- | -------------- |
| Canadá - Canadian Hot 100             | 86             |
| Estados Unidos - Billboard Hot 100    | 83             |
| Estados Unidos - Hot Dance Club Songs | 24             |
| Estados Unidos - Pop Songs            | 48             |

| \| País \| Certificação \| \| ------------------------- \| ------------ \| \| Estados Unidos - RIAA[30] \| Ouro \| |              |
| País | Certificação |
| Estados Unidos - RIAA                                                                                              | Ouro         |

| País                  | Certificação |
| --------------------- | ------------ |
| Estados Unidos - RIAA | Ouro         |

## Histórico de lançamento
| País           | Data                   | Formato             |
| -------------- | ---------------------- | ------------------- |
| Austrália      | 25 de abril de 2011    | Download digital    |
| Dinamarca      | 25 de abril de 2011    | Download digital    |
| Brasil         | 25 de abril de 2011    | Download digital    |
| Estados Unidos | 26 de abril de 2011    | Download digital    |
| Estados Unidos | 24 de maio de 2011     | Rhythmic rádio      |
| Estados Unidos | 21 de junho de 2011    | Mainstream rádio    |
| Alemanha       | 22 de julho de 2011    | Download digital    |
| Irlanda        | 12 de agosto de 2011   | EP digital          |
| Reino Unido    | 12 de agosto de 2011   | EP digital          |
| Estados Unidos | 29 de agosto de 2011   | Download de remixes |
| Estados Unidos | 13 de dezembro de 2011 | Remix EP            |